# Стівен Воршелл
Стівен Воршелл (англ. Stephen Warshall; 15 листопада 1935, Нью-Йорк, США – 11 грудня 2006, Глостер, Ессекс, Массачусетс, США) – американський інформатик.

## Біографія
Протягом своєї кар'єри Воршелл проводив наукові дослідження і розвиток в області операційних систем, конструювання компіляторів, мов проектування та дослідження операцій. Воршелл помер 11 грудня 2006 року від раку, у своєму будинку в Глостері, штат Массачусетс. Він залишив після себе дружину (Sarah Dunlap) і двох дітей (Andrew D. Warshall та Sophia V. Z. Warshall).

## Освіта
Воршелл відвідував  державну школу в Брукліні. Закінчив середню школу А. Б. Девіса в Маунт-Верноне,  Нью-Йорку і вступив у Гарвардський Університет, де і отримав ступінь бакалавра в області математики в 1956 році. Він так і не отримав вчений ступінь, так як в той час не було жодних доступних програм у сфері його інтересів. Однак, він пішов у аспірантуру кількох різних університетів і посприяв розвитку інформатики та програмної інженерії. У 1971–1972 навчальному році він читав лекції з програмної інженерії у французьких університетах.

## Робота
Закінчивши Гарвард, Воршелл працював на ORO (Operation Research Office - програма, створена Джонсом Хопкінсом, щоб проводити наукові дослідження і розробки для армії США). У 1958 році він залишив ORO, щоб зайняти посаду в компанії Technical Operations, де він допоміг побудувати науково-дослідну лабораторію для військових проектів програмного забезпечення. У 1961 році він покинув Technical Operations, щоб заснувати Massachusetts Computer Associates. Пізніше компанія стала частиною Applied Data Research Applied Data Research (ADR). Після злиття, Воршелл був у раді директорів ADR і керував різними проектами та організаціями. Він пішов з ADR в 1982 році і викладав щотижневі заняття по біблійному івриті у храмі Ахават Ахім в Глостері, Массачусетс.

## Доведення алгоритму Воршелла
Є цікавий анекдот про його доведення, що алгоритм побудови транзитивного замикання, тепер відомий як алгоритм Воршелла, є правильним. Він і його колега з Technical Operations заклались на пляшку рому, хто першим зможе визначити, чи цей алгоритм працює завжди. Воршелл придумав своє доведення відразу, вигравши парі і пляшку рому, яким він поділився з опонентом. Через те що Воршелл не любив сидіти за столом, він зробив багато своїх творчих робіт в нетрадиційних місцях, наприклад, на яхті в Індійському океані або у грецькому лимонному саду.

## Подальше читання
- Stephen Warshall. A theorem on Boolean matrices. Journal of the ACM, 9(1):11–12, January 1962.
- Thomas E. Cheatham, Jr., Stephen Warshall: Translation of retrieval requests couched in a "semiformal" English-like language. Commun. ACM 5(1): 34–39 (1962)